# Wiłunie
Wiłunie (deutsch Willuhnen) ist ein kleines Dorf in der polnischen Woiwodschaft Ermland-Masuren und gehört zur Landgemeinde Gmina Janowiec Kościelny im Powiat Nidzicki (Kreis Neidenburg).

## Geographische Lage und Verkehrsanbindung
Wiłunie liegt neun Kilometer südlich der Kreisstadt Nidzica (Neidenburg) unweit der polnischen Schnellstraße S 7 (auch Europastraße 77) und ist über Powierz (Powiersen, 1938 bis 1945 Waldbeek) in östlicher Richtung zu erreichen. Der nächste Bahnhof ist der in der Stadt Nidzica mit Bahnanschluss nach Działdowo (Soldau), Olsztyn (Allenstein) und Wielbark (Willenberg).

## Geschichte
Das unscheinbare Dorf Wiluni wurde im Jahre 1498 gegründet und bestand vor 1945 lediglich aus ein paar kleinen Höfen. Im Jahre 1874 wurde der Ort in den neu errichteten Amtsbezirk Kandien (heute polnisch: Kanigowo) im Kreis Neidenburg im Regierungsbezirk Königsberg (1905–1945: Regierungsbezirk Allenstein) der preußischen Provinz Ostpreußen eingegliedert. 
Im Jahre 1910 zählte die Landgemeinde Willuhnen 28 Einwohner. Aufgrund der Bestimmungen des Versailler Vertrags stimmte die Bevölkerung im Abstimmungsgebiet Allenstein, zu dem Willuhnen gehörte, am 11. Juli 1920 über die weitere staatliche Zugehörigkeit zu Ostpreußen (und damit zu Deutschland) oder den Anschluss an Polen ab. In Willuhnen stimmten 23 Einwohner für den Verbleib bei Ostpreußen, auf Polen entfielen keine Stimmen.
Am 1. April 1936 verlor das Dorf seine Eigenständigkeit und wurde in den Nachbarort Saffronken (heute polnisch: Safronka) eingemeindet.
In Kriegsfolge kam Willuhnen 1945 mit dem südlichen Ostpreußen zu Polen. Heute gehört es zur Gmina Janowiec Kościelny im Powiat Nidzicki innerhalb der Woiwodschaft Ermland-Masuren. Die Einwohnerzahl belief sich im Jahre 2011 auf 39.

## Kirche

### Evangelisch
Die vor 1945 mehrheitlich evangelische Bevölkerung Willuhnens gehörte damals zum Kirchspiel Kandien (heute polnisch: Kanigowo) innerhalb des Kirchenkreises Neidenburg (Nidzica) in der Kirchenprovinz Ostpreußen der Kirche der Altpreußischen Union. Heute liegt Wiłunie im Einzugsbereich der evangelisch-lutherischen Gemeinde der Heilig-Kreuz-Kirche in Nidzica in der Diözese Masuren der Evangelisch-Augsburgischen Kirche in Polen.

### Römisch-katholisch
Die heute überwiegend katholische Einwohnerschaft Wiłunies benutzt die Kirche in Napierki (Napierken, 1938 bis 1945 Wetzhausen (Ostpr.)) als ihr Gotteshaus. Die Pfarrei Napierki gehört zum Dekanat Kozłowo ((Groß) Koslau, 1938 bis 1945 Großkosel) im Erzbistum Ermland.